# Втрати силових структур внаслідок російського вторгнення в Україну (січень — червень 2021)
У статті наведено список втрат українських військовослужбовців у російсько-українській війні з січня по червень 2021 року.

## Список загиблих з 1 січня до 30 червня 2021 року
| №        | Світлина Емблема | Прізвище, ім'я, по-батькові            | Про особу | Дата смерті                         | Обставини смерті |
| -------- | ---------------- | -------------------------------------- | --- | ----------------------------------- | --- |
| Січень   |                  |                                        | |                                     | |
| 4402     |                  | Слободянюк Вікторія Миколаївна         | 1991, 29 років, мешканка с. Вовчок Немирівський район Вінницька область. Старший солдат, військовослужбовець військової служби за контрактом підрозділу 59 ОМПБр. На військовій службі в ЗС України — з березня 2019 року. Матір-одиначка, залишились дві доньки (2010 та 2012 р. н.) та батьки-пенсіонери. | 8 січня 2021                        | Згідно повідомлення Вінницької ОДА, померла в зоні проведення ООС (Донецька область), обставини смерті уточнюються. За повідомленням ЗМІ, військова скоїла самогубство в районі Бахмута. Похована в с. Вовчок. |
| 4403     |                  | Остапович Іван Федорович               | 2 січня 1980, Бережки Дубровицький район Рівненська область. Солдат, військовослужбовець військової служби за контрактом 53 ОМБр. Без батька залишилося шестеро дітей. | 9 січня 2021                        | Згідно з повідомленням пресслужби 53 ОМБр, військовослужбовець помер близько 19:30 в результаті тривалої хвороби, попередня причина смерті — гостра серцева недостатність. Похований у Бережках. |
| 4404     |                  | Андрієнко Олег Віталійович             | 22 серпня 1983, Запоріжжя. Старший солдат, стрілець — помічник гранатометника підрозділу 37 ОМПБ 56 ОМПБр. Залишилися син, якому ще не виповнилося й року, дружина і мати. | 11 січня 2021                       | Загинув близько 15:30 під час виконання бойового завдання поблизу с. Піски в результаті смертельного кульового поранення, завданого снайпером найманців РФ. Похований у м. Запоріжжі. |
| 4405     |                  | Отрєп'єв Олександр Сергійович («Пєв»)  | 28 липня 1992, 28 років, мешканець с. Приют Єланецький район Миколаївська область. Старший матрос, навідник 1-го відділення 2-го взводу 2-ї роти батальйону морської піхоти 36 ОБрМП Морської піхоти України ВМС ЗС України. Залишилися мати і молодший брат. | 21 січня 2021                       | Загинув о 18:05 під час ворожого обстрілу поблизу с. Гнутове (за іншими даними — поблизу с. Водяне) внаслідок отриманого вогнепального кульового наскрізного поранення шиї, не сумісного з життям. Похований у с. Приют. |
| 4406     |                  | Дзюбенко Роман Васильович              | 13 жовтня 1994, 26 років, с. Вільхове Станично-Луганський район Луганська область. Молодший сержант, головний сержант — командир 1-го відділення 2-го взводу 2-ї мотопіхотної роти 22-го окремого мотопіхотного батальйону 92 ОМБр. Після проходження строкової служби в підрозділі МВС України, 30.08.2018 року був призваний до ЗС України на військову службу за контрактом. Залишилися дружина і піврічний син. | 30 січня 2021                       | Помер о 08:46, в 65 військовому госпіталі (м. Часів Яр), в результаті важкого кульового поранення голови, яке він отримав від кулі ворожого снайпера 26 січня поблизу с. Новоолександрівка в Попаснянському районі на Луганщині. Похований у с. Вільховому. |
| 4407     |                  | Зварич Петро Юрійович                  | 25 квітня 1986, 34 роки, Покровськ Донецька область. Старший солдат 24 ОШБ «Айдар» 53 ОМБр. На військовій службі за контрактом у ЗС України — з 2017 року. Залишилися мати та дружина. | 30 січня 2021                       | Загинув під час виконання службових обов'язків поблизу с. Старогнатівка Волноваського району на Донеччині. Похований на Алеї Слави Центрального міського кладовища в м. Покровська. |
| Лютий    |                  |                                        | |                                     | |
| 4408     |                  | Власенко Дмитро Леонідович             | 19 серпня 1982, 38 років, мешканець с. Грушівка Первомайський район Миколаївська область. Старший матрос, старший стрілець 2 десантно-штурмового відділення 2 десантно-штурмового взводу десантно-штурмової роти 503 ОБМП ВМС ЗС України. Прослужив у батальйоні морської піхоти більше трьох років. Залишилися батьки. | 2 лютого 2021                       | Отримав важке поранення в результаті прицільного снайперського вогню російсько-окупаційних військ у бік українських позицій поблизу селища Шуми. Після надання необхідної медичної допомоги, за годину лікарі констатували смерть — поранення виявилось несумісним із життям. Похований у с. Грушівці. |
| 4409     |                  | Поліщук Назарій Іванович               | 1996 року народження, 24 роки, народився та мешкав у с. Вотилівка Лисянський район Черкаська область. Старший солдат, військовослужбовець 28 ОМБр. Після закінчення середньої школи — навчався і працював. На військовій службі в ЗС України за контрактом — з 2017 року. Залишилися батьки, старша сестра, три молодших брати та 6-річна донечка. | 6 лютого 2021                       | Загинув у результаті підриву на невідомому вибуховому пристрої під час висування на позиції ВОП поблизу с. Новомихайлівки. Похований у с. Вотилівка. |
| 4410     |                  | Подвезенний Олексій Геннадійович       | 5 червня 1997, 23 роки, Красний Деркул Станично-Луганський район Луганська область. Солдат, заступник командира бойової машини — оператор-навідник 3-го відділення 3-го взводу 6-ї роти 2-го батальйону 28 ОМБр. Після завершення навчання у школі сусіднього с. Красна Талівка, був призваний на строкову військову службу до ЗС України. Надалі, у 2019 році уклав контракт на продовження служби. Залишилася батьки та сестра. | 6 лютого 2021                       | Загинув у результаті підриву на невідомому вибуховому пристрої під час висування на позиції ВОП поблизу с. Новомихайлівки. Похований у с. Красний Деркул. |
| 4411     |                  | Коляденко Ярослава Іванівна            | 18 жовтня 1992, 28 років, с. Оратівка Вінницька область. Військовослужбовець військової служби за контрактом 56 ОМБр. Залишилися батьки та 8-річний син. | 6 лютого 2021                       | Померла під час лікування у військовому госпіталі в м. Харкові в результаті ускладнень від вірусної пневмонії. Похована в с. Оратівці. |
| 4412     |                  | Глушко Олександр Вікторович            | 11 листопада 1984, 36 років, с. Рунівщина Полтавська область, мешканець м. Полтава. Солдат, водій-кулеметник інженерно-саперного взводу 5 БТГр 59 ОМПБр. До направлення в ООС, проходив військову службу у складі 81 ОАЕМБр. За цивільним фахом — кухар. На військовій службі — з 23.01.2019 року. Залишилися мати, дружина та двоє неповнолітніх дітей. | 11 лютого 2021                      | Загинув у результаті прицільного обстрілу збройних формувань Російської Федерації позицій українських захисників зі снайперської зброї неподалік смт Зайцеве. Похований у с. Рунівщина. |
| 4413     |                  | Лященко Владислав Павлович             | 16 червня 1996, 24 роки, Кілія Ізмаїльський район Одеська область. Солдат, військовослужбовець 28 ОМБр. До служби в ЗС України працював на підприємстві ТОВ «Титан». | 11 лютого 2021                      | Загинув близько 20.45 в результаті обстрілу позиції ВОП із великокаліберного кулемета неподалік с. Новомихайлівки. Похований у м. Кілії. |
| 4414     |                  | Войтенко Олександр Володимирович       | 30 листопада 1974, Полтава, мешканець м. Кременчук Полтавська область. Капітан, військовослужбовець 5 БТГр 59 ОМПБр. Закінчив Полтавське ВЗРКУ у 1995 році, військову службу проходив на офіцерських посадах у складі 23-го окремого аеромобільного прикордонного загону спецпризначення у Кременчуці, потім в «Альфі» СБУ та МВС. Звільнився у запас. В березні 2018 року поновився на військовій службі та добровільно пішов на фронт у складі 95 ОДШБр. Пізніше перевівся до 81 ОАЕМБр, в якій проходив службу до направлення в район проведення ООС. Залишилася дружина. | 14 лютого 2021                      | Загинув близько 09:30, в результаті підриву п'яти мін ТМ-62, які були встановлені у шаховому порядку, під час переміщення на позиції неподалік селища Новолуганського. Похований на Алеї Героїв Свіштовського кладовища у Кременчуці. |
| 4415     |                  | Олексієнко В'ячеслав Сергійович        | 17 квітня 1987, Кременчук Полтавська область. Солдат, військовослужбовець 5 БТГр 59 ОМПБр. До направлення в район проведення ООС, проходив військову службу у складі 81 ОАЕМБр. Воював в АТО у складі третьої хвилі мобілізації у 2014—2015 роках. Після демобілізації та недовгого цивільного життя повернувся на війну та уклав контракт на проходження військової служби у 81-ї ОАЕМБр, яка постійно перебувала на фронті. Був єдиним сином у родині. Залишилися батьки та дружина. | 14 лютого 2021                      | Загинув близько 09:30, в результаті підриву п'яти мін ТМ-62, які були встановлені у шаховому порядку, під час переміщення на позиції неподалік селища Новолуганського. Похований на Алеї Героїв Свіштовського кладовища у Кременчуці. |
| 4416     |                  | Мироненко Дмитро Олегович              | 31 березня 1994, 26 років, Харків. Старший солдат, військовослужбовець 5 БТГр 59 ОМПБр. На військовій службі за контрактом у ЗС України — з 2017 року. До направлення в район проведення ООС, проходив військову службу на посаді старшого стрільця 1-го взводу 1-ї роти 122-го окремого аеромобільного батальйону 81 ОАЕМБр. Залишилася мати. | 14 лютого 2021                      | Загинув близько 09:30, в результаті підриву п'яти мін ТМ-62, які були встановлені у шаховому порядку, під час переміщення на позиції неподалік селища Новолуганського. Похований на Алеї слави кладовища № 18 м. Харкова. |
| 4417     |                  | Лебідь Микола Іванович                 | 22 роки, Кременчук Полтавська область. Старший солдат 16 ОМПБ 58 ОМПБр. Після завершення навчання у кременчуцькій гімназії № 12, продовжив здобувати освіту в академії. На військовій службі у ЗС України за контрактом — з 2018 року. Залишилися мати та дев'ятеро братів і сестер. | 20 лютого 2021                      | В результаті пожежі, яка сталася близько 04:00 у бліндажі поблизу ДАП на Донеччині, отримав 90 відсотків опіків тіла, в результаті чого — помер у лікарні. Після завершення проведення ДНК-експертизи тіла, похований на Алеї Слави Свіштовського кладовища у м. Кременчуці. |
| 4418     |                  | Килюшик Василь Олегович                | 1998, 23 роки, Вараш Рівненська область. Командир бойової машини 2 мотопіхотного взводу 2 мотопіхотної роти 16 ОМПБ 58 ОМПБр. У 18 років був призваний на строкову військову службу, після проходження якої, у 2017 році — підписав контракт. | 20 лютого 2021                      | Згідно повідомлення пресцентру ОК «Північ», загинув близько 4 години ранку у бліндажі поблизу ДАП, в результаті пожежі. Причина пожежі — не відома, не виключають діяльність ДРГ. |
| 4419     |                  | Капран Михайло Володимирович           | 34 роки, Лебедин Сумська область. Солдат, навідник мотопіхотного відділення 16 ОМПБ 58 ОМПБр. Закінчив місцеве вище професійне училище лісового господарства, працював на різних робочих спеціальностях. У 2018 році був призваний на військову службу за контрактом до ЗС України. Залишилася дружина та син. | 22 лютого 2021                      | Згідно повідомлення пресцентру ОК «Північ», помер у Харківському опіковому центрі в результаті 90 % опіків тіла, які отримав під час пожежі у бліндажі поблизу ДАП. Похований у м. Лебедині. |
| 4420     |                  | Петраускас Сергій Сігітасович («Ящур») | 18 грудня 1977, 43 роки, Ічня Прилуцький район Чернігівська область. Старший солдат підрозділу 72 ОМБр. Був активним учасником Помаранчевої революції у 2004 році. Після жорстокого побиття «Беркутом» студентів, вийшов удруге на Революцію Гідності у 2013 році. У березні 2014-го був мобілізований у 1 ОТБр. Учасник оборони Луганського аеропорту. Довгий час проходив військову службу за контрактом в Ічнянському районному військовому комісаріаті. В жовтні 2020 року, після організаційно-штатних змін в установі, за власним бажанням, перевівся для подальшого проходження служби до 72 ОМБр. Залишилися мати, дружина, дві доньки та син.                                                          | 22 лютого 2021                      | Згідно повідомлення Чернігівського обласного ТЦК та СП, загинув у результаті ворожого обстрілу зі станкового та РПГ у районі проведення ООС неподалік від м. Авдіївки та шахти «Бутівка». Похований у м. Ічня. |
| 4421     |                  | Сардак Дмитро Романович                | 11 червня 1986, Одеса. Сержант, військовослужбовець 59 ОМПБр. Залишилася дружина. | 23 лютого 2021                      | Отримав осколкове поранення, що не сумісне з життям, під час обстрілу українських позицій із мінометів 82-го калібру та станкових протитанкових гранатометів поблизу смт Зайцеве в районі відповідальності ОТУ «Північ». Похований в Одесі на Алеї Героїв Західного кладовища. |
| 4422     |                  | Сорочинський Сергій Олександрович      | 6 травня 1984, с. Будьки Станіславчицька сільська ТГ Жмеринський район Вінницька область. Військовослужбовець ЗС України (підрозділ не уточнено). Був призваний на військову службу за контрактом Жмеринським ОМВК 23.04.2018 року, але 16.05.2019 його було внесено в список військовослужбовців, які самовільно залишили військові частини або місця служби. Залишилась дружина, 16-річний син та 12-річна дочка. | 23 лютого 2021 (підлягає уточненню) | Згідно повідомлення Вінницької ОДА, стало відомо, що за ДНК-профілем матері, ідентифіковано рештки загиблого військовослужбовця, які було виявлено у лісосмузі поблизу м. Щастя Луганської області. Згідно довідки судово-медичної експертизи, тіло військовослужбовця має ушкодження, характерні для мінно-вибухової травми. Обставини загибелі військовослужбовця уточнюються. Похований у с. Будьки.                                                  |
| 4423     |                  | Моісєєнко Сергій Олександрович         | 17 грудня 1988, 32 роки, Херсон. Молодший сержант, військовослужбовець 1-го взводу 1-ї роти морської піхоти 1 ОБМП 36 ОБрМП Морської піхоти України ВМС ЗС України. Пройшов декілька ротацій в АТО/ООС. Залишилася бабуся та малолітня донька. | 28 лютого 2021                      | Загинув о 22:50, в результаті ведення противником обстрілу позицій зі стрілецької та снайперської зброї поблизу с. Пищевик Волноваського району Донецької області. Похований у Херсоні. |
| 4424     |                  | Мірча Андрій                           | 18 березня 2001, 19 років, с. Степанівка Семенівський район Полтавська область. Солдат, кухар підрозділу 72 ОМБр. Після навчання в школі, закінчив технікум за спеціальністю «кухар». На військовій службі за контрактом у ЗС України — з липня 2020 року. Залишилися батьки та чотири молодші брати. | 28 лютого 2021                      | Згідно повідомлення керівництва Полтавського ОВК, військовослужбовець загинув у районі проведення ООС поблизу селища Кам'янка на Донеччині в результаті необережного поводження зі зброєю. Похований у с. Степанівці. |
| 4425     |                  | Литовка Олексій Олегович («Льоха»)     | Нікополь Дніпропетровська область. Старший сержант, військовослужбовець ЗС України (підрозділ не уточнено). Не довгий час працював у підрозділі поліції м. Нікополя. Активно готував себе до служби в ЗС України, займався в військово-патріотічному клубі «Десантник» та «Патріот». З 2014 року проходив військову службу у складі 25 ОПДБр. В 2015 році був нагороджений орденом «За мужність» III ступеня (23.04.2015). | 28 лютого 2021                      | Згідно повідомлення з посиланням на Нікопольську міську раду, пішов із життя (причина смерті — не повідомляється) в районі проведення ООС. За іншими повідомленнями, учасник та ветеран АТО передчасно пішов із життя в м. Нікополі. |
| Березень |                  |                                        | |                                     | |
| 4426     |                  | Онопрієнко Володимир Володимирович     | 25 травня 1977, 43 роки, Драбів Черкаська область. Старший солдат, командир бойової машини 24 ОШБ «Айдар» 53 ОМБр. На військовій службі за контрактом — з квітня 2020 року. Залишилися матір, дружина та дочка. | 10 березня 2021                     | Загинув у ніч на 11 березня в результаті смертельного кульового поранення, отриманого під час обстрілу позицій ЗС України поблизу с. Старогнатівки. Похований у Драбові. |
| 4427     |                  | Пекур Олександр Валентинович           | 17 листопада 1990, 30 років, мешканець с. Гурівщина Бучанський район Київська область. Старший солдат, військовослужбовець 54 ОРБ. Залишилися мати та бабуся. | 12 березня 2021                     | Загинув у результаті поранення не сумісного з життям у ході ворожого снайперського вогню поблизу м. Мар'їнки. Похований у с. Гурівщина на Київщині. |
| 4428     |                  | Колесніков Костянтин                   | Капітан поліції, начальник сектору реагування поліції Слов'янського відділу поліції відділу поліції № 4 (м. Слов'янськ) Краматорського районного управління поліції Національної поліції України. В органах внутрішніх справ працював 9 років. У 2014 році залишився вірним присязі та виїхав із тимчасово окупованого Донецька. Учасник АТО, пройшов бої за Дебальцеве. Залишився восьмирічний син. | 12 березня 2021                     | Згідно повідомлення пресслужби Нацполіції, загинув близько 16:00 під час виконання службових обов'язків у результаті ДТП поблизу м. Лиман на Донеччині. |
| 4429     |                  | Бухтіяров Дмитро Юрійович              | 1 січня 1976, 45 років, мешканець м. Кремінна Луганська область. Військовослужбовець 122 ОАЕМБ. Проходив військову службу за контрактом у різних підрозділах ЗС України — з 2015 року. Залишилися батьки, дружина та двоє дітей. | 13 березня 2021                     | Згідно повідомлення пресслужби Кремінської міської ради Луганської області, військовослужбовець загинув під час виконання службових обов'язків у зоні проведення ООС на території Донецької області (обставини смерті — не повідомляються). Похований у м. Кремінній. |
| 4430     |                  | Пасєка Віктор Степанович               | 8 червня 1965, 55 років, с. Мончинці Красилівський район Хмельницька область. Молодший сержант, командир бойової машини-командир відділення 2 гірсько-штурмової роти 109 ОГШБ 10 ОГШБр. | 18 березня 2021                     | Загинув опівдні поблизу смт Південне, внаслідок ворожого обстрілу з боку окупованої Горлівки та кульового поранення в голову. Похований у Хмельницькому на Алеї Слави кладовища в мікрорайоні Ракове. |
| 4431     |                  | Грабар Андрій Володимирович            | 14 вересня 1995, 25 років, мешканець м. Миколаєва. Молодший сержант, командир бойової машини-командир відділення батальйону морської піхоти 36 ОБрМП. До війни працював у сфері IT-технологій, вільно володів англійською. В ЗС України — з 2015 року, в районах проведення АТО/ООС перебував декілька разів. Був нагороджений відзнакою Міністра оборони України — нагрудним знаком «За зразкову службу», нагрудним знаком «За взірцевість у військовій службі» III ступеня та іншими заохоченнями. | 19 березня 2021                     | Загинув у результаті обстрілу позицій ВОП із мінометів та гранатометів різних систем з боку російських найманців поблизу с. Водяне. Похований у Миколаєві. |
| 4432     |                  | Биковський Кирило Сергійович           | 17 травня 1992, 28 років, мешканець м. Кропивницький. Солдат, навідник підрозділу 109 ОГШБ 10 ОГШБр. Після здобуття середньої освіти, навчався у Вищому професійному училищі № 4. На військовій службі за контрактом у ЗС України — з 2011 року, в районі проведення ООС — починаючи з 2018 року. Залишилися мати та сестри. | 20 березня 2021                     | Загинув у результаті великокаліберного кульового поранення в плече під час обстрілу з боку російських найманців поблизу селища Шуми на Донеччині. Похований на Алеї Слави Рівнянського кладовища в м. Кропивницькому. |
| 4433     |                  | Коваль Сергій Васильович               | 43 роки, с. Рихта Кам'янець-Подільський район Хмельницька область. Мешканець м. Кам'янець-Подільський. Підполковник, командир загону пошуку та знешкодження саморобних вибухових пристроїв 143 Центру розмінування. Випускник Військово-інженерного інституту (м. Кам'янець-Подільський). Все своє професійне життя присвятив ЗС України. Мав досвід участі у миротворчих операціях. З початку російсько-української війни — учасник АТО/ООС. Залишилися дружина, 4-річна дочка та 17-річний син. | 26 березня 2021                     | Загинув у результаті вогню ворожого снайпера поблизу селища Шуми на Донеччині. Похований на Алеї Слави міського кладовища в м. Кам'янець-Подільський. |
| 4434     |                  | Барнич Сергій Михайлович               | 11 січня 1974, 47 років, Калуш Івано-Франківська область. Старший сержант, сапер підрозділу 109 ОГШБ 10 ОГШБр. Навчався у Калуському хіміко-технологічному технікумі, де отримав освіту електрика. Трудову діяльність розпочав у 1993 році на підприємстві «Хлорвініл», у 2010 році був призначений майстром електротехнічного цеху «Карпатнафтохім». В 2015 році був призваний на військову службу за мобілізацією до військової частини Б-4264, в якій виконував свій обов'язок до 22.07.2016 року. Повернувшись додому, знову уклав контракт на військову службу до 109 ОГШБ. Залишилися батьки. | 26 березня 2021                     | Загинув у результаті вогню ворожого снайпера поблизу селища Шуми на Донеччині. Похований на Алеї Слави міського кладовища в м. Калуші. |
| 4435     |                  | Абрамович Максим Олександрович         | 17 березня 1994, 27 років, мешканець м. Дубровиця Рівненська область. Старший сержант, військовослужбовець підрозділу 109 ОГШБ 10 ОГШБр. Після школи, вступив на навчання до Харківського національного університету внутрішніх справ, але у 2017 році — уклав контракт зі ЗС України і вирушив на фронт. Брав участь у бойових діях у зоні АТО/ООС, але у 2020 році звільнився у запас. У грудні того ж року, знову став на захист країни, підписавши новий контракт. Нагороджений відзнакою Президента України «Учасник АТО» та медаллю «За звитягу та вірність». Був активним спортсменом, вихованцем школи бойового гопака. Залишилася мати.                                                                | 26 березня 2021                     | Загинув у результаті вогню ворожого снайпера поблизу селища Шуми на Донеччині. Похований у м. Дубровиці. |
| 4436     |                  | Гайченко Сергій Валерійович            | 9 вересня 1993, 27 років, с. Михайлівка Синельниківський район Дніпропетровська область. Старший солдат, командир бойової машини — командир гірсько-штурмового відділення гірсько-штурмового взводу гірсько-штурмової роти 109 ОГШБ 10 ОГШБр. Після закінчення середньої школи, в 2015 році був призваний на військову строкову службу до Окремого президентському полку України, брав участь у параді до Дня Незалежності України. Військову службу за контрактом у ЗС України розпочав з 20.09.2019 року. Залишилися мати та молодший брат. | 26 березня 2021                     | Загинув у результаті вогню ворожого снайпера поблизу селища Шуми на Донеччині. Похований у с. Михайлівці. |
| 4437     |                  | Саєнко Олексій Миколайович             | 25 червня 2000, с. Сподахи Немирівський район Вінницька область. Солдат, гранатометник підрозділу 43 ОАБр. Був призваний на строкову військову службу Немирівським РВК 16.06.2020 року, згодом підписав контракт. Залишилися батьки, а також брат-близнюк і сестра. | 31 березня 2021                     | Згідно повідомлення Вінницької ОДА, військовослужбовець помер у зоні проведення ООС (обставини смерті/загибелі — уточнюються). За повідомленням ЗМІ, військовий в стані наркотичного сп'яніння застрелився в ніч на 1 квітня в селі Золотий Колодязь Донецької області. Похований у с. Сподахи. |
| Квітень  |                  |                                        | |                                     | |
| 4438     |                  | Сулима Сергій Олексійович              | 9 жовтня 1980, Луцьк, мешканець Івано-Франківської області. Головний сержант гірсько-штурмового взводу гірсько-штурмової роти 109 ОГШБ 10 ОГШБр. Після завершення строкової військової служби, був призваний до ЗС України за мобілізацією у 2015—2016 роках. Згодом уклав контракт зі ЗС України. Залишилися мати та сестра. | 3 квітня 2021                       | Згідно повідомлення ОТУ «Північ», військовослужбовець Об'єднаних сил отримав бойове травмування несумісне з життям у результаті підриву на невідомому мінно-вибуховому пристрої поблизу селища Шуми на Донеччині. Похований на Алеї слави кладовища у с. Гаразджа. |
| 4439     |                  | Байтала Ігор Миколайович               | 19 травня 1995, м. Жидачів Львівська область. Військовослужбовець 8 ОГШБ 10 ОГШБр. Залишилися батьки та дві сестри. | 3 квітня 2021 (підлягає уточненню)  | Згідно повідомлення командування бригади, 06.04.2021 року, на КПВВ Мар'їнка, представниками російсько-окупаційних військ було передано тіло загиблого військовослужбовця, який за нез'ясованих обставин зник у вечірній час 03.04.2021 поблизу селища Шуми на Донеччині. Точні дата та причина загибелі військовослужбовця — невідомі. Серед версій загибелі розглядаються — втрата орієнтування і викрадення, триває слідство. Похований у м. Жидачеві. |
| 4440     |                  | Горлатий Андрій Васильович             | 13 листопада 1976, мешканець м. Луцька. Молодший сержант, старший механік-водій 39 ЗРП. На військову службу за контрактом до ЗС України був призваний у січні 2018 року. Залишилися мати, сестра та два сини. | 4 квітня 2021                       | Загинув вночі в районі м. Бахмут у результаті вогнепального поранення в голову. Похований у м. Луцьку. |
| 4441     |                  | Кожем'яка Іван Андрійович              | 1999, 21 рік, смт Нова Борова Житомирська область. Військовослужбовець ЗС України (підрозділ не уточнено). | 4 квітня 2021                       | Згідно з посиланням на повідомлення Новоборівського ліцею Хорошівського району, їх випускник загинув у районі проведення ООС на сході України (місце та обставини загибелі/смерті — не уточнені). Похований у смт Нова Борова. |
| 4442     |                  | Мороз Владислав Анатолійович           | 14 липня 1997, 23 роки, c. Халаїдове Уманський район Черкаська область. Солдат, навідник 7 механізованої роти 3 механізованого батальйону 72 ОМБр. Закінчив НТУ за спеціальністю «архітектор-дизайнер». На військову службу за контрактом до ЗС України був призваний 23.11.2020 року, надалі був направлений у район проведення ООС. Залишились батьки та сестра. | 5 квітня 2021                       | Загинув близько 19:55 в результаті кульового поранення під час ворожого обстрілу зі стрілецької зброї поблизу с. Спартак на Донеччині. Загиблому присвоєно «Почесну відзнаку за заслуги перед Черкащиною» (посмертно). Похований у с. Халаїдове. |
| 4443     |                  | Гелебрант Віктор Васильович            | 23 січня 1972, 49 років, с. Неліпино Свалявський район Закарпатська область. Мешканець м. Краснокутськ Харківська область. Молодший сержант, командир механізованого відділення механізованої роти 92 ОМБр. Строкову військову службу проходив на Північному флоті, був оператором засекреченого зв'язку на підводному човні. До війни працював слюсарем в управлінні ЖКХ м. Краснокутська. Строкову військову службу проходив у підрозділі морської піхоти. В 2015 році був призваний до ЗС України за мобілізацією, на військовій службі за контрактом у складі 24 ОМБр — з 2016 року, надалі, з 2018 року — продовжив службу у 92 ОМБр. Залишилися дружина, доросла донька від першого шлюбу, син та донька. | 5 квітня 2021                       | Загинув у результаті кульового поранення в голову під час ворожого обстрілу поблизу населеного пункту Золоте-4 на Луганщині. Похований у Краснокутську. |
| 4444     |                  | Миронов Денис Юрійович                 | 34 роки. Старший лейтенант, інспектор батальйону особливого призначення ППОсП «Миротворець» ГУНП у Київській області. | 6 квітня 2021                       | Згідно офіційного повідомлення пресслужби поліції Київської області, офіцер поліції помер о 08:30, під час несення служби на блокпості на околиці м. Сватове Луганської області (причини і обставини смерті поліцейського — не повідомляються). |
| 4445     |                  | Стеблянко Максим Сергійович            | 24 січня 1998, 23 роки, Лебедин Сумська область. Солдат, водій механізованого взводу механізованого батальйону 1 ОТБр. Навчався в Лебединському вищому професійному училищі лісового господарства, де отримав спеціальності лісника, тракториста, машиніста, водія. У 2018 році був призваний на строкову військову службу до ЗС України, надалі підписав контракт і продовжив військову службу. З багатодітної родини, де батько — також військовослужбовець військової служби за контрактом. | 6 квітня 2021                       | Загинув близько 09:30 в результаті підриву військового автомобіля на невідомому вибуховому пристрої поблизу с. Степне на Донеччині. Похований у Лебедині. |
| 4446     |                  | Шпак Володимир Віталійович             | 13 березня 1984, Чернігів. Старший лейтенант, командир протитанкового взводу роти вогневої підтримки 58 ОМПБр. В 2006 році закінчив Чернігівський державний інститут економіки і управління. | 6 квітня 2021                       | Загинув близько 10:55, під час мінометного обстрілу (прим. — за уточненими даними від командування бригади, артилерійського обстрілу снарядами 3ОФ35 до протитанкової гармати МТ-12 «Рапіра») з боку російських окупантів поблизу селиша Невельське на Донеччині. Похований на Алеї Героїв кладовища «Яцеве» в м. Чернігові. |
| 4447     |                  | Юшко Денис Павлович                    | 31 травня 1998, 22 роки, мешканець с. Новобогданівка Миколаївський район Миколаївська область. Матрос, військовослужбовець 36 ОБрМП. В 2018—2019 роках проходив строкову військову службу, на військовій службі за контрактом у 36 ОБрМП — з кінця 2020 року. Дуже рано втратив обох батьків, виховувався бабусею, дідусем та дядьком. Залишилися дівчина та новонароджений син. | 8 квітня 2021                       | Загинув у районі с. Водяне на Приазов'ї в результаті вогнепального кульового поранення в голову під час ворожого обстрілу позицій ООС. Похований у с. Новобогданівці. |
| 4448     |                  | Теперик Андрій Сергійович («Беба»)     | 30 січня 1997, 24 роки, с. Мартове Печенізький район Харківська область. Старший солдат, стрілець-снайпер 1 механізованого взводу 2 механізованої роти 1 механізованого батальйону 92 ОМБр. Закінчив Ліцей будівельних технологій за спеціальністю «плиточник». Навчався в Чернігові в навчальному центрі «Десна-1». Після перших трьох років контракту зі ЗС України, уклав другий контракт та близько року тому знову відбув у район проведення ООС. Залишилися батьки та семирічна сестра. | 10 квітня 2021                      | Згідно з повідомленням Харківської ОДА, військовослужбовець був смертельно поранений о 23:00 під час виконання службових обов'язків у районі населеного пункту Золоте-5 на Луганщині. Похований у с. Мартовому. |
| 4449     |                  | Карлійчук Ярослав Васильович («Малий») | 7 серпня 1996, 24 роки, с. Черепківці Глибоцький район Чернівецька область. Старший солдат, військовослужбовець підрозділу 109 ОГШБ 10 ОГШБр. Після школи рік пропрацював у Чернівцях в охоронній фірмі «Тигр». Рвався на фронт з 18 років, в ЗС України — з 19 річного віку, а в 2016 році — вже воював під Мар'їнкою. Залишилися мати, три старші сестри, дружина і малолітній син. | 12 квітня 2021                      | Загинув у результаті смертельного кульового поранення під час прицільного обстрілу позицій підрозділів ЗС України найманцями Російської Федерації. Похований у с. Черепківці. |
| 4450     |                  | Мамчій Олексій Юрійович                | 27 червня 1980, 40 років, Чернівці. Старший солдат, старший водій зенітно-ракетного відділення зенітно-ракетного взводу 108 ОГШБ 10 ОГШБр. Освіту здобув у Чернівецькому професійному машинобудівному ліцеї та в Інституті інженерної механіки та транспорту Національного університету «Львівська політехніка». Молодший рідний брат Станіслав Мамчій — загинув у 2016 році поблизу м. Авдіївки. | 13 квітня 2021                      | Загинув у районі залізничної станції Майорська в результаті осколкового поранення, яке отримав під час скидання гранат на позиції наших підрозділів БПЛА противника, які перетнули лінію розмежування. Похований на Алеї Слави міського кладовища м. Чернівці. |
| 4451     |                  | Аншба Ігор Володимирович               | 19 березня 1965, с. Нестерварка Тульчинський район Вінницька область. Старший солдат, старшина батареї підрозділу 72 ОМБр. Згідно повідомлення, військовослужбовець захищав українську землю з самого початку війни з Росією. | 14 квітня 2021                      | Згідно з посиланням на повідомлення пресслужби Тульчинської міськради, військовослужбовець помер у лікарні м. Авдіївки від зупинки серця (хворів на атеросклеротичну хвороба серця). Похований у с. Гострій Могилі на Київщині. |
| 4452     |                  | Яковлєв Євген Володимирович            | 46 років, мешканець м. Кам'янське Дніпропетровська область. Бойовий медик підрозділу 24 ОШБ 53 ОМБр. | 14 квітня 2021                      | Помер у військовому госпіталі в м. Маріуполі в результаті загострення важкої хвороби. Похований у м. Кам'янському. |
| 4453     |                  | Шартава Давид (Дато) Мурманович        | м. Тбілісі Грузія. Старший солдат, військовослужбовець 2 ОГШБ 128 ОГШБр. Військовослужбовець грузинського походження, професійний військовий. Захищав Грузію ще в 2008 році під час російсько-грузинської війни, брав участь в миротворчих місіях в Ірані, Афганістані, всюди, куди послали військових із Грузії. З 2016 року захищав незалежність України на Донбасі у складі Грузинського національного легіону. Надалі уклав контракт зі 128 ОГШБр. Залишилися дружина та два сини. | 18 квітня 2021                      | Загинув у результаті ворожого обстрілу з автоматичних станкових гранатометів позицій українських захисників у районі відповідальності ОТУ «Схід» поблизу с. Широкиного. Похований на батьківщині, в Тбілісі. |
| 4454     |                  | Луцик Олександр Анатолійович           | 18 травня 1982, 38 років, с. Годомичі Камінь-Каширський район Волинська область. Солдат, оператор-розвідник протитанкового артилерійського дивізіону 10 ОГШБр. Закінчив профтехучилище в смт Маневичі за спеціальністю «столяр». Виїжджав на заробітки до Польщі, де працював будівельником. На військовій службі у ЗС України за контрактом — з жовтня 2019 року. Надалі бажав присвятити своє життя військовій службі. Залишилися брат та сестра. | 22 квітня 2021                      | Загинув близько 11.30 в результаті осколкових поранень, отриманих під час обстрілу з ПТКР позицій українських підрозділів поблизу селища Шуми. Похований у с. Годомичі. |
| 4455     |                  | Бакаєв Владислав Олегович              | 15 лютого 2000, 21 рік, смт Стара Ушиця Кам'янець-Подільський район Хмельницька область. Солдат, водій-хімік підрозділу 703 ОПОЗ. Виріс у сім'ї без батька, після 9 класу — здобув професію будівельника у м. Чернівці. Був призваний до ЗС України на строкову службу, надалі уклав контракт та був направлений до бойової частини в район проведення ООС. Залишилась мати. | 24 квітня 2021                      | Трагічно загинув у с. Боровеньки Сєвєродонецького району Луганської області (обставини смерті — не уточнені). Похований у смт Стара Ушиця. |
| 4456     |                  | Ковальовський Іван Іванович («Африка») | 48 років, с. Колінки Городенківський район Івано-Франківська область. Мешканець Дніпропетровської області. Солдат підрозділу 58 ОМПБр. Проходив військову службу у складі українського миротворчого контингенту в Сьєрра-Леоне. До ЗС України був призваний за мобілізацією в 2014 році, військову службу проходив в 17 ОТБр. На військовій службі в 58 ОМПБр — з лютого 2021 року. У 2015 році отримав важке поранення в результаті підриву на західній околиці смт Станиці Луганської, але відновився та продовжив військову службу. На військовій службі в 58 ОМПБр — з лютого 2021 року. Залишилися дружина та двоє синів.                                                                                  | 26 квітня 2021                      | Загинув від кулі ворожого снайпера під час несення служби на спостережному пості поблизу селища Опитне на Донеччині. Похований у с. Миколаївці. |
| 4457     |                  | Гуляк Роман Володимирович              | 7 жовтня 1990, 30 років, Волочиськ Хмельницька область. Старший сержант, командир мінометного розрахунку мінометної батареї 1 механізованого батальйону 14 ОМБр. Отримав освіту в Хмельницькому торговельно-економічному коледжі КНТЕУ. На військову службу в ЗС України був призваний за мобілізацією влітку 2015 року, до цього працював на Волочиському машинобудівному заводі АТ «Мотор Січ». На військовій службі за контрактом — з травня 2018 року. 08.10.2019 року був нагороджений медаллю «За звитягу та вірність». Залишилися мати та батько. | 27 квітня 2021                      | Загинув близько 12:30 в результаті підриву військового автомобілю ГАЗ-66 на невідомому вибуховому пристрої в районі населених пунктів Оріхове та Новотошківське. Похований у м. Волочиську. |
| Травень  |                  |                                        | |                                     | |
| 4458     |                  | Москаленко Євген                       | 36 років. Старший лейтенант патрульної поліції, інспектор відділу реагування патрульної поліції Кам'янського районного управління поліції ГУНП у Дніпропетровській області. В органах внутрішніх справ прослужив майже 16 років. | 4 травня 2021                       | Помер під час несення служби в районі проведення ООС на території Донецької області. |
| 4459     |                  | Товпич Микола Анатолійович             | 23 грудня 1989, 31 рік, мешканець м. Ківерці Луцький район Волинська область. Військовослужбовець 14 ОМБр. Залишилася дружина та дворічний син. | 5 травня 2021                       | Загинув близько 15:00 (за попередньою офіційною версією — в результаті самогубства) в районі смт. Трьохізбенка Щастинського району Луганської області. З приводу смерті військовослужбовця, 25 травня відкрито кримінальне провадження. Похований у м. Ківерці. |
| 4460     |                  | Товчигречка Дмитро Іванович            | 28 лютого 1984, 37 років, мешканець м. Кривий Ріг Дніпропетровська область. Старший солдат, механік-водій механізованого батальйону 93 ОМБр. Мав середню спеціальну освіту, до війни майже 20 років пропрацював газорізником на рудозбагачувальному підприємстві РОФ-1 (м. Кривий Ріг). На військову службу до ЗС України був призваний у січні 2021 року, в ООС перебував на першій ротації. Залишилася дружина та двоє маленьких дітей. | 6 травня 2021                       | Загинув у результаті ворожого обстрілу з РПГ і стрілецької зброї позицій бригади в Донецькій області. Похований у Кривому Розі. |
| 4461     |                  | Коробцов Сергій                        | 1998, 22 роки, Коростень Житомирська область. Військовослужбовець 58 ОМПБр. У 2013 році завершив навчання в НВК № 12 м. Коростеня. Пройшов навчання по керуванню БПЛА та підписав контракт на військову службу за контрактом до ЗС України. Залишилася дружина та маленький син. | 6 травня 2021                       | Загинув від кулі ворожого снайпера в районі селища Піски на Донеччині. Похований у м. Коростені. |
| 4462     |                  | Опришко Юрій Леонідович («Боня»)       | 1978, с. Ялинці Кременчуцький район Полтавська область. Молодший сержант 24 ОШБ 53 ОМБр. Проходив військову службу у ЗС України в період 2015—2016 років, вдруге повернувся до війська — в 2019 році. Залишилися дружина та двоє дітей, чотирирічна донька та двадцятирічний син. | 7 травня 2021                       | Помер у ВМКЦ Західного регіону (м. Львів) в результаті кульового поранення в голову, яке отримав 09.04.2021 року поблизу с. Старогнатівки на Донеччині. Похований у с. Ялинцях. |
| 4463     |                  | Городніченко Віктор Анатолійович       | 19 лютого 1996, 25 років, смт Ромодан Миргородського району Полтавська область. Старший солдат, старший навідник гранатометного відділення взводу вогневої підтримки десантно-штурмової роти 5 БТГр 81 ОАЕМБр. Випускник 2014 року Кременчуцького військового ліцею. На військовій службі за контрактом — з серпня 2016 року. Залишилися мати, брат, дружина та донька. | 8 травня 2021                       | Помер у ВМКЦ Північного регіону (м. Харків) в результаті важкого кульового поранення в черевну порожнину, яке отримав 28.04.2021 року поблизу с. Зайцеве на Донеччині. Після прощання в смт Ромодан, похований у м. Миргороді. |
| 4464     |                  | Колесник Павло Сергійович              | 23 березня 1982, 39 років, с. Нове Чернігівська область. Сержант, старший водій мотопіхотної роти 58 ОМПБр. Проходив військову службу в бригаді — з вересня 2019 року. | 13 травня 2021                      | Загинув у результаті кульового поранення не сумісного з життям під час несення служби на позиції внаслідок снайперського обстрілу з боку незаконних збройних формувань. Похований у с. Нове. |
| 4465     |                  | Костюков Артем                         | 30 років. Капітан поліції, оперуповноважений сектору кримінальної поліції відділу поліції № 1 Краматорського районного управління поліції ГУНП у Донецькій області. В органах внутрішніх справ прослужив майже 13 років. Залишилися дружина та 6-річний син. | 14 травня 2021                      | Помер об 11:00 під час виконання службових обов'язків на території Донецької області. |
| 4466     |                  | Остапчук Сергій                        | 1976, 45 років, Старокостянтинівський район Хмельницька область. Прапорщик, командир відділення — командир бойової машини підрозділу 128 ОГШБр. До ЗС України був призваний за мобілізацією у березні 2015 року та у складі 54 ОМБр брав участь у бойових діях проти російських окупантів у районі Світлодарської дуги. Вдруге, на військовій службі за контрактом — з березня 2019 року. Залишилися мати і двоє дітей. | 17 травня 2021                      | Помер у результаті зупинки серця під час облаштування бойових позицій у районі проведення ООС. Похований на Алеї Слави в м. Старокостянтинові. |
| 4467     |                  | Ковальов Владислав Вікторович          | 22 лютого 2000, м. Лисичанськ Луганська область. Старший солдат, старший механік-водій підрозділу 93 ОМБр. Залишились батько, сестра та брат. | 23 травня 2021                      | Загинув у результаті нещасного випадку під час маневру бойовою технікою на позиціях Збройних Сил України поблизу с. Старогнатівка на Приазов'ї. Похований у м. Лисичанську. |
| 4468     |                  | Польовий Максим Миколайович            | 18 грудня 1984, 37 років, с. Юхимівці Волочиський район Хмельницька область. Майор, заступник командира 15 ОГШБ 128 ОГШБр. Воював за Україну — з 2014 року, пройшов бої за Луганський аеропорт, Дебальцеве, Старогнатівку, Новотошківське, Побєду та інші населені пункти України. Отримав поранення під час артилерійського обстрілу вогневої позиції поблизу смт Станиця Луганська. Залишилися батьки, брат, дружина та двоє дітей. | 27 травня 2021                      | Загинув вранці внаслідок смертельного кульового поранення, завданого снайпером найманців РФ поблизу смт Новотошківського на Луганщині. Похований у смт Наркевичі. |
| Червень  |                  |                                        | |                                     | |
| 4469     |                  | Шемчук Карина Олегівна                 | 15 лютого 1999, 22 роки. Лейтенант, заступник командира роти з морально-психологічного забезпечення 128 ОГШБр. Вихованка школи-інтернату м. Володимир-Волинського (нині — Володимир-Волинський ліцей «Центр освіти»). Військову освіту здобула в Національній академії сухопутних військ імені гетьмана Петра Сагайдачного. Залишився батько. | 9 червня 2021                       | Загинула в районі проведення ООС під час виконання службових обов'язків (причина смерті — не повідомляється). |
| 4470     |                  | Бєлов Володимир Володимирович          | 28 липня 1984, 36 років, мешканець с. Забір'я Фастівський район Київська область. Старшина, військовослужбовець 128 ОГШБр. Виконував обов'язки старшого ВОП. Пройшов бойовий вишкіл у рамках британської тренувальної місії «Орбітал». В зоні проведення АТО/ООС — з 2015 року, брав участь у бойових діях поблизу населених пунктів Михайлівка, Піски, Зайцеве, Гранітне, Чермалик, Водяне та інших. Залишився батько. | 11 червня 2021                      | Загинув близько 15:45 поблизу с. Водяне в результаті осколкових поранень, отриманих під час гранатометного обстрілу позицій ЗС України. Похований у с. Забір'я. |
| 4471     |                  | Галуха Роман Андрійович                | 1997, 23 роки, Рава-Руська Львівська область. Військовослужбовець 24 ОМБр. Залишилися мати та сестри. | 16 червня 2021                      | Згідно з посиланням на повідомлення Рава-Руської міської ради, трагічно загинув у зоні проведення ООС у Луганській області (місце та обставини загибелі/смерті — не уточнені). Після прощання у Львові, похований у м. Рава-Руська. |
| 4472     |                  | Гонар Андрій Миколайович               | 14 серпня 1969, м. Кривий Ріг Дніпропетровська область. Старший солдат, старший водій мотопіхотної роти 58 ОМПБр. До початку російської агресії працював водієм на різних підприємствах м. Кривий Ріг. На війні — з 2015 року, проходив військову службу в 128 ОГШБр, в 58 ОМПБр — з червня 2019 року. Залишилася дружина і троє дітей, двоє з яких — дорослі. | 26 червня 2021                      | Загинув близько 05:20, в результаті смертельного осколкового поранення від розриву артилерійського снаряду під час ворожого обстрілу позицій українського війська поблизу населеного пункту Піски. |
| 4473     |                  | Олефір Олексій Васильович              | 1978. Майор, начальник групи бойової та спеціальної підготовки Східного територіального управління Військової служби правопорядку у Збройних Силах України. Учасник АТО (ООС). Велику частину свого життя віддав Збройним Силам України, повернувшись до армійських лав у березні 2014 року. У ВСП ЗС України — з 2015 року. Залишилася дружина та дві доньки. | 26 червня 2021                      | Загинув в районі проведення ООС (обставини і причина смерті — не повідомляються). |

## Втрати силових структур у тилу під час війни
Мороз Ігор Петрович, 35 років, мешканець м. Житомир. Учасник АТО. Капітан поліції, заступник начальника відділу Управління інформаційно-аналітичної підтримки ГУНП у Житомирській області. У червні-липні 2015 року у складі зведеного загону поліцейських Житомирщини виконував службові завдання у зоні проведення АТО. Загинув під час виконання службових обов'язків 15.01.2021 у результаті ДТП на Чуднівському мосту в Житомирі.
 Стопчак Ігор Дмитрович, мешканець м. Тернопіль. Учасник АТО. Підполковник, військовослужбовець 44 ОАБР. На захист Батьківщини став з перших днів війни, пройшов запеклі бої 2014—2015 років. Помер 24.01.2021 (причина смерті — не повідомляється).
 Бусько Юрій Васильович, 1980 р. н., 40 років, мешканець с. Вільхівка Горохівський район Волинська область. Учасник АТО. Поліцейський роти патрульної служби поліції особливого призначення «Світязь». З 2015 року брав участь в АТО/ООС у складі 121 ОПЗ, кулеметником та командиром диверсійного відділу розвідувально-диверсійної роти батальйону «Донбас». На службі в поліції — з жовтня 2017 року. Останні три роки неодноразово відряджався на схід України, де брав участь в ООС. Помер у результаті важкого захворювання, похований у Вільхівці.
 Федорчук Юрій, мешканець м. Коломия Івано-Франківська область. Учасник АТО (ООС). Старший лейтенант, командир роти 10 ОГШБр. Провів не одну ротацію на війні. Помер у результаті важкого захворювання на COVID-19 (про дату смерті та місце поховання — не повідомляється).
 Москалець Сергій Васильович, 44 роки, Яворів Львівська область. Мешканець м. Чернігів. Учасник АТО (ООС). В 1998 році закінчив Київський інститут Сухопутних військ, у 2005 році — Національну академію оборони України. Полковник, начальник науково-дослідного управління випробувань озброєння та військової (спеціальної) техніки Сухопутних військ та окремих родів військ Державного науково-дослідного інституту випробувань і сертифікації озброєння та військової техніки. Нагороджений відзнаками Міністерства оборони України: медаллю «За сумлінну службу» ІІІ ступеня, нагрудним знаком «За зразкову службу», медаллю «Ветеран служби». Помер 22.02.2021 в результаті інфаркту. Похований на кладовищі Яцеве в м. Чернігові.
 Панасюк Сергій, 34 роки, Волинська область. Мешканець м. Львову. Учасник АТО (ООС). Мав фах історика, працював інспектором поліції — з 2017 року. До того, протягом року проходив військову службу у зоні проведення АТО. Згідно повідомлення 04.03.2021 року, на території управління патрульної поліції у Львівській області, співробітник управління покінчив життя самогубством. «Вранці перед тим, як заступити на службу, виявили патрульного з вогнепальним пораненням у голову. За попередніми даними, трагедія сталася в зв'язку з сімейними проблемами в сім'ї 34-річного патрульного», — про це повідомив начальник управління патрульної поліції у Львівській області Роман Пилипенко. За словами начальника управління, всі обставини інциденту з'ясовують співробітники ДБР. Залишилися батьки, дружина та 12-річна донька.
 Колєнніков Андрій Петрович, мешканець м. Львову. Генерал-майор ЗСУ, заступник командира в/ч А4566. Учасник АТО (ООС). Помер 04.03.2021 року у військовому шпиталі у Харкові від ускладнень, викликаних хворобою на COVID-19. Похований у Жовкві Львівській області.
 Вдовенко Михайло Володимирович, 51 рік, мешканець м. Києва. Начальник відділу кінологічного забезпечення Департаменту охорони державного кордону Адміністрації ДПС України. Учасник АТО (ООС). Пройшов гідний та зразковий шлях прикордонника — від військовослужбовця строкової служби до полковника. У 2014 році, одним із перших став на захист Батьківщини від російських окупантів. Багато років офіцер присвятив розвитку кінології в прикордонному відомстві. Помер від ускладнень, викликаних хворобою на COVID-19.
 Гофман Ігор. Учасник АТО (ООС). Командир відділення-кулеметник 93 ОМБр. До війни був приватним підприємцем, проте після подій в Іловайську пішов на війну добровольцем, захищав старий термінал, пожежну частину і диспетчерську вежу Донецького аеропорту. У 2015 році демобілізувався і повернувся на роботу, але через рік знову відбув на фронт у складі 93 ОМБр. Помер вранці 28.03.2021 року в результаті ускладнень від онкологічного захворювання.
 Гранецька Ольга Леонідівна, 27.04.1983, 38 років, с. Юрівка Козятинський район Вінницька область. Учасник АТО/ООС. На військовій службі в ЗС України — з 2007 року, з початку російсько-української війни виконувала бойові завдання у складі кількох бойових підрозділів. Проходила службу на посаді радіотелеграфіста в 101 окремому полку зв'язку і управління військ зв'язку України. З початком російсько-української війни прагнула потрапити на фронт та у 2016 році почала службу в артрозвідці 93 ОМБр, після закінчення снайперських курсів, в 2017 році була переведена для подальшого проходження служби — до 131 ОРБ, де виконувала бойові завдання на посаді снайпера-розвідниці (2-ї категорії) у першій розвідроті. Майже рік боролася з онкохворобою та її ускладненнями, але після кожної операції поверталася на Схід. Кілька тижнів тому її стан різко погіршився, в результаті чого, померла в ГВКГ (м. Київ). Залишилися мати та дві сестри. Похована на Алеї Героїв центрального міського кладовища м. Вінниці.
 Шляхтович Станіслав Олександрович («Борода»), 28.12.1986, Харків. Учасник АТО/ООС, на війні — 7 років. Старший солдат, проходив військову службу на посаді старшого помічника гранатометника підрозділу 92 ОМБр та 24 ОШБ «Айдар» 53 ОМБр. В 2015 році був нагороджений орденом «За мужність» ІІІ ступеня. Згідно офіційного повідомлення 24 ОШБ «Айдар» 53 ОМБр, військовослужбовець помер 18.05.2021 року під час чергової відпустки в м. Харкові (причина смерті — не повідомляється). Залишилася мати. Похований у Харкові.
 Прохоров Ігор Володимирович, 55 років, мешканець м. Чортків Тернопільська область. Учасник АТО. Майор, заступник військового комісара з територіальної оборони Чортківського ОМТЦК та СП. Помер у результаті важкої хвороби.
 Алмазов Валерій Васильович («Легіонер»), 41 рік, Вінниця. Учасник АТО/ООС. Кулеметник 1 роти 2 батальйону ОПСпП «Азов» НГУ, в якому проходив службу, починаючи з 2015 року. Мав певний військовий досвід, деякий час служив у Французькому іноземному легіоні, у мирний час працював помічником юриста, здобув освіту з правознавства. В 2017 році, у складі ОПСпП «Азов» виконував бойові завдання поблизу Красногорівки та Мар'їнки. Під час крайнього виходу підрозділу у складі БТГр на передову, вісім місяців провів на Світлодарській дузі. 30.05.2021 року, перебуваючи у відпустці в м. Вінниці, не впорався з керуванням мотоциклу, з'їхав з дороги та зіткнувся з бетонною огорожею. Помер 01.06.2021 року в реанімації лікарні м. Вінниці від важких травм та опіків 3-4 ступенів, отриманих у результаті ДТП.
 Позіхайлов Денис, 26 років. Учасник ООС. Сержант, військовослужбовець 36 ОБрМП. З 11.05.2021 року проходив лікування у Національному військово-медичному клінічному центрі «Головний військово-клінічний госпіталь». Помер 01.06.2021 року у відділенні реанімації та інтенсивної терапії в результаті онкологічної хвороби.
 Тугарін Сергій Валерійович. Учасник АТО/ООС. Майор, військовослужбовець 95 ОДШБр. Помер 02.06.2021 року внаслідок нещасного випадку (про обставини загибелі офіцера ДШВ — не повідомляється).
 Павлюк Олександр Миколайович («Чак»), 58 років, смт Рокитне Рівненська область. Учасник АТО/ООС. Старший лейтенант, заступник командира ОЗСпП «Азов» з тилу. Строкову військову службу проходив у Групі радянських військ у Німеччині. В «Азові» — з осені 2014 року. Спочатку виконував обов'язки обозного в третій сотні полку, потім був заступником по техніці, а з січня 2015 року — став заступником командира полку з тилу. За час своєї служби був неодноразово нагороджений високими відзнаками, зокрема нагрудним знаком «За доблесну службу», нагрудним знаком «За відзнаку в службі», Грамотою Верховної Ради України, вогнепальною зброєю та орденом Данила Галицького. Помер раптово вранці 5 червня (про місце та причину смерті — не повідомляється). Згідно Указу Президента України № 262/2021 від 23.06.2021 року, «за особисту мужність, виявлену у захисті державного суверенітету та територіальної цілісності України, самовіддане служіння Українському народу» нагороджений Орденом Богдана Хмельницького III ступеня (посмертно).
 Лаптінов Віктор Леонідович, 20 років. Учасник ООС. Старший солдат, старший механік-водій танка підрозділу 1 ОТБр. Помер 8 червня в реанімаційному відділенні лікарні ім. Мечнікова (м. Дніпро) в результаті важких травм, отриманих внаслідок ДТП. В аварію потрапив, перебуваючи у відпустці. Залишилися мати і сестра.
 Кубрак Богдан Володимирович, с. Гмирянка Прилуцький район Чернігівська область. Учасник АТО/ООС. Матрос підрозділу ВМС ЗС України. Згідно повідомлення Ічнянської міської ради військовослужбовець трагічно пішов із життя (про місце та причину смерті — не повідомляється).
 Кунь Андрій, смт Гусятин Чортківський район Тернопільська область. Учасник АТО/ООС. Військовослужбовець військової служби за контрактом 24 ОМБр. До ЗС України був призваний за частковою мобілізацією під час шостої хвилі мобілізації, надалі, у 2020 році підписав контракт зі 128 ОГШБр. 16 червня загинув у ДТП поблизу м. Яворова.
 Коломієць Ігор, мешканець м. Кривий Ріг. Учасник АТО/ООС. Підполковник, довгий час проходив військову службу в 17 ОТБр, протягом останнього року служив у 54 ОМБр. Помер 26.06.2021 року на полігоні в результаті раптової зупинки серця. Похований у Кривому Розі.
 Куценко Євген, 22 роки, м. Мелітополь Запорізька область. Молодший сержант, військовослужбовець 25 ОПДБр. Учасник АТО/ООС. 26.06.2021 року, близько 04:20 (у вихідний день), відбув купатися на один із пляжів у с. Гвардійське Новомосковського району на Дніпропетровщині та не повернувся. Про зникнення військовослужбовця було повідомлено рятувальників, які пізніше виявили його тіло. Похований у м. Мелітополі.

## Померлі демобілізовані учасники АТО/ООС

### Січень
Воробченко Микола Миколайович, 01.12.1971, м. Олександрія, Кіровоградська область. Учасник АТО. Депутат Олександрійської міської ради VII скликання. Мав вищу освіту, закінчив Дніпропетровську державну медичну академію. З березня 2015 по квітень 2016 року проходив службу в ЗС України та перебував у районі проведення АТО на посаді командира З МБ 54 ОМБР. Нагороджений знаком «За честь і гідність» та медаллю «За оборону рідної держави». Помер 01.01.2021 року в результаті тяжкої хвороби. Похований 3 січня 2021 року в Олександрії.
 Баженов Мирослав Володимирович. Учасник АТО. Майор, проходив військову службу в ЗС України на посадах оперативного чергового та начальника розвідки штабу військової частини А1836. Помер 07.01.2021 року в м. Стамбулі (Туреччина), де довгий час перебував на лікуванні від тяжкої хвороби.
 Глуханюк Іван Васильович, 1977 р. н., Байківка, Калинівський район, Вінницька область. Учасник АТО з перших днів її проведення. Старший прапорщик, військовослужбовець військової частини 3028 НГУ. На військовій службі — з 1999 року, відколи прийшов до військової частини 3028. Учасник звільнення будівлі Харківської ОДА від терористів. Нагороджений медаллю «За військову службу Україні» (2015 р.), нагрудними знаками Міністерства внутрішніх справ, командувача Національної гвардії України та відзнакою Президента України «За участь в антитерористичній операції». Залишились дружина та двоє синів. Дружина та старший син — військовослужбовці цієї ж частини. Помер 04.01.2021 (причина смерті — не повідомляється).
 Коваленко Ігор, мешканець м. Дніпро. Учасник АТО. Працював на підприємстві компанії «Інтерпайп». Помер 07.01.2020 (причина смерті не повідомляється).
 Війтович Богдан Іванович, 63 роки, Львівська область. Учасник АТО. Судово-медичний експерт Іваничівського міськрайонного відділення Волинської області. Проходив службу в АТО на посаді начальника медичної служби 44 ОАБр. Повідомлення про смерть опубліковане 11.01.2021 (причина смерті — не повідомляється).
 Яровий В'ячеслав, мешканець м. Вільногірськ, Дніпропетровська область. Учасник АТО. Похований 12.01.2021 (причина смерті — не повідомляється).
 Курдельчук Леонід Федорович («Лео»), 09.02.1964, мешканець м. Луцька. Учасник АТО. Учасник Революції гідності. Снайпер батальйону «Айдар». 13.01.2021 року помер у результаті хвороби. Залишилися батько, дружина та двоє доньок.
 Мельник Тарас («Шах»), 44 роки, Мар'янівка, Горохівський район, Волинська область. Учасник АТО (підрозділ — не зазначено). Тривалий час хворів і перебував на лікуванні у Луцькому військовому госпіталі, де раптово помер (повідомлення про смерть опубліковано 14.01.2021). Залишилися дружина та син.
 Сісін Денис Сергійович, 05.05.1984, Миколаїв. Учасник АТО. Молодший сержант морської піхоти. Був призваний до ЗС України за мобілізацією, учасник бойових дій у складі 36 ОБрМП, в якій проходив військову службу протягом 2015—2017 років. Після служби займався волонтерством, був талановитим фотографом та фотомитцем. Був одним з авторів проєкту скейт-парку на Херсонському шосе в Миколаєві. Помер 18.01.2021 в результаті онкохвороби, перехворів також на коронавірус. Залишилась дружина. Похований у Миколаєві.
 Липовий Роман Юрійович, 1971 р. н., Мирове, Шумський район, Тернопільська область. Учасник АТО. Сержант, до ЗС України був призваний за мобілізацією наприкінці 2014 року, двічі проходив військову службу за контрактом. Згідно повідомлення Шумської міської ради, передчасно помер (дата та причина смерті — не повідомляються). Похований у с. Мировому.
 Гушуватий Микола, 1965 р. н., мешканець c. Валява, Кіцманський район, Чернівецька область. Учасник АТО. За інформацією пресслужби Чернівецького ОВК, колишній військовослужбовець проходив військову службу у 128 ОГШБр. Помер 18.01.2021 (причина смерті — не повідомляється). Похований у с. Валява.
 Зелюкін Денис Миколайович, мешканець c. Кобзарці, Снігурівський район, Миколаївська область. Учасник АТО. Залишилися батьки та єдина донька. Згідно повідомлення Снігурівської міської територіальної громади, помер 23.01.2021 (причина смерті — не повідомляється).
 Сивірський Руслан, («Абдула»), 05.11.1975, Кропивницький. Учасник АТО. В 2015—2016 роках проходив службу в добровольчому батальйоні патрульної служби поліції особливого призначення «Січ». Останні роки мешкав та працював у Київській області. Залишилася мати. Загинув вночі 26.01.2021 в с. Нові Петрівці на пішохідному переході в результаті наїзду автомобіля. Похований у Кропивницькому.
 Ніфонтов Володимир Миколайович, 39 років, мешканець м. Кременчук. Учасник АТО. В 2015 році проходив службу за контрактом у в/ч А1546. Залишилися дружина, син та батьки. Загинув 26.01.2021 в Кременчуці в результаті наїзду автомобіля на вул. Лейтенанта Дніпрова. Похований у м. Кременчук на Свіштовському кладовищі.
 Пісний Василь Михайлович, 02.01.1963, Лопушани, Зборівський район, Тернопільська область. Учасник АТО. Генерал-лейтенант міліції, колишній керівник міліції Львівщини, екс-начальник Департаменту державної служби боротьби з економічною злочинністю МВС України, екс-заступник начальника Головного управління боротьби з корупцією та організованою злочинністю СБУ. 28.01.2021 помер після важкої хвороби.
 Іванов Василь Анатолійович, 1984 р.  н., мешканець м. Дрогобича, Львівська область. Учасник АТО. Демобілізований військовослужбовець НГУ. Похований у Дрогобичі (причина смерті — не повідомляється).
 Олинець Михайло, 54 роки, мешканець с. Суховоля, Львівська область. Учасник АТО. Демобілізований військовослужбовець 80 ОДШБр. Помер внаслідок важкої хвороби, похований у с. Суховоля.

### Лютий
Ільків Ігор Петрович, 60 років, мешканець м. Львів. Учасник АТО. Полковник медичної служби, заступник Генерального директора Львівського обласного госпіталю інвалідів війни та репресованих імені Юрія Липи з питать психологічної реабілітації учасників АТО та ООС. Учасник бойових дій, учасник миротворчих операцій у Югославії, Іраку, Кувейті та Лівані. Учасник Революції гідності, де був лікарем Майдану. Виконував обов'язки військового лікаря на Сході України, спочатку — командира медичної роти Північного територіального управління Національної гвардії України, надалі — полковник медичної служби першого Батальйону оперативного призначення НГУ ім. Сергія Кульчицького НГУ. Був депутатом Львівської обласної ради 7-го демократичного скликання від фракції УКРОП. Помер 01.02.2021 року (причина смерті — не повідомляється).
 Онук Валентин, 45 років, мешканець м. Кременець Тернопільська область. Учасник АТО. Майор, військовий льотчик, після закінчення навчання у Харківському національному університеті Повітряних сил імені Івана Кожедуба з 2001 року проходив службу старшим льотчиком вертолітної ланки у авіаційній частині Західного оперативного командування. В 2014 році був призваний до ЗС України за мобілізацією, протягом року перебував у зоні проведення АТО. Надалі працював у Кременецько-Шумському ОМВК на посаді начальника відділу військового обліку та бронювання сержантів та солдатів запасу. Помер 01.02.2021 (причина смерті — не повідомляється). Похований у Кременці.
 Гаврилюк Іван, 46 років, мешканець с. Бурдяківці Борщівський район Тернопільська область. Учасник АТО. Проходив військову службу в 14 ОМБр. Помер 02.02.2021 (причина смерті — не повідомляється). Похований у с. Бурдяківці.
 Грінчук Сергій Анатолійович («Зелений»), 28.03.1961, Київ. Учасник АТО. З весни 2014 року — доброволець у складі батальйону «Азов». Пізніше перейшов до батальйону батальйону «Айдар», в якій очолив другу УНСОвську сотню, у складі якої пройшов найтяжчі бої на Луганщині, вийшов із ворожого оточення. В різні роки очолював Київську та Львівську організації УНА-УНСО. Помер 07.02.2021 в результаті перебігу тяжкої форми COVID-19.
 Чабаненко Леонід Олександрович, 46 років, мешканець м. Кременчук Полтавська область. Учасник АТО. У 2016—2018 роках брав безпосередню участь у бойових діях АТО/ООС у районах її проведення. Залишилася дружина та два сини. Помер 08.02.2021 (причина смерті — не повідомляється).
 Наплета Тарас Петрович, 19.09.1979 р. н., Старі Безрадичі Обухівський район Київська область. Учасник АТО. Проходив військову службу у складі 72 ОМБр. Помер у результаті зупинки серця (інстульт). Похований у с. Ст. Безрадичі (центр).
 Волошко Олександр Володимирович, 26.12.1978, Ярошівка (Роменський район) Сумська область, мешканець с. Берестівка (Липоводолинський район). Учасник АТО. Проходив військову службу з січня 2015 року на посадах навідника, стрільця в зоні АТО. Помер 16.02.2021 від тяжкої хвороби.
 Лакша Юрій. Учасник АТО. Командир 1 танкового батальйону 17 ОТБр у 2014—2015 роках. Помер вночі 19.02.2021 (причина смерті — не повідомляється).
 Малофєєв Володимир Павлович («Дядя Вова»), 25.12.1955, Одеса. Учасник АТО. Був активним учасником Революції Гідності, символом одеського Майдану. Учасник протистоянь в Одесі 2 травня 2014. Проходив військову службу у складі 57 ОМПБр та 28 ОМБр. В 2014—2015 роках брав участь у боях за Дебальцеве, де отримав важке поранення. Член Всеукраїнського об'єднання «Свобода». До останніх днів життя займався військово-патріотичним навчанням дітей і молоді, був наставником у військово-патріотичній грі «Сокіл-Джура», де навчав молодь військовій справі. Помер у ніч на 21 лютого у ВМКЦ Південного регіону (м. Одеса) в результаті онкологічного захворювання. 24 лютого, після прощання в 59 Будинку офіцерів Одеського гарнізону, похований на Алеї Героїв Західного кладовища м. Одеси.
 Ємельянов Денис Олександрович, 08.01.1987, Павлоград Дніпропетровська область. Учасник АТО. У 2015 році добровільно звернувся до військомату та був направлений для проходження військової служби, як повідомляється, до 13 ОМБр (прим. — зазначеної ОМБр у складі ЗС України не існує, тому, більш за все, проходив військову службу у складі 13 ОМПБ). З честю воював та вернувся додому. Помер 21.02.2021 (причина смерті — не повідомляється). Похований у м. Павлограді.
 Василик Роман Володимирович, 01.04.1982, Івано-Франківськ. Учасник АТО. До ЗС України прибув у березні 2014 року, військову службу проходив у складі 24 ОМБр та до березня 2015 виконував бойові завдання на території Луганської та Донецької областей. Помер 22.02.2021 (причина смерті — не повідомляється). Залишилися дружина та троє неповнолітніх дітей. Похований в Івано-Франківську.
 Ступко Віталій Ігорович, Тетіїв Білоцерківський район Київська область. Учасник АТО. 23.02.2021 року міський голова, колектив виконавчого комітету Тетіївської міської ради та депутатський корпус висловили глибокі співчуття втрати учасника АТО (причина смерті — не повідомляється).
 Пономарьов Олександр Борисович, 56 років, мешканець м. Кременчук Полтавська область. Учасник АТО. До ЗС України був мобілізований 11.08.2015 року, брав безпосередню участь у захисті незалежності, суверенітету та територіальної цілосності Донецької та Луганських областях. Мав статус «Особи з інвалідністю внаслідок війни ІІІ групи». Помер 24.02.2021 (причина смерті — не повідомляється).
 Скіртач Дмитро Григорович. Учасник АТО. Колишній військовослужбовець 81 ОАЕМБр. Помер 25.02.2021 в результаті онкологічного захворювання.
 Денисюк Андрій Михайлович, 04.12.1980 р. н., смт Смига Дубенський район Рівненська область. Учасник АТО. В 1999—2000 роках проходив строкову службу в ЗС України. В серпні 2014 року був призваний за мобілізацією та до вересня 2015 року проходив військову службу в 93 ОМБр. Після демобілізації — працював пожежником у ТОВ «Прикрпатзахідтранс». Раптово помер 25.02.2021 (причина смерті — не повідомляється). Залишилась дружина та двоє синів.
 Дядчук Евген Леонідович, 48 років, мешканець с. Жакчик Голованівський район Кіровоградська область. Учасник АТО. В результаті важкого поранення, погано пересувався. Відбув ввечері з дому та пропав. В результаті пошуків, які тривали 5 днів, був знайдений мертвим за десяток кілометрів від рідного селища. Згідно повідомлення Голованівського відділу поліції ГУ НП у Кіровоградській області вбивцю затримано, докази вилучено, на даний час проводяться слідчі дії.

### Березень
Боярчук Андрій, 1995 р. н., мешканець м. Рожище Луцький район Волинська область. Учасник АТО. Проходив військову службу у складі 24 ОМБр. Брав участь у боях за Іловайськ. Був знайдений мертвим ввечері 04.03.2021 в м. Рожищі, ймовірно, вчинив самогубство. На місці події працювала слідчо-оперативна група.
 Гапон Віталій Миколайович («Вегас»), 10.04.1969, мешканець м. Калуш Івано-Франківська область. Був призваний на військову службу за мобілізацією до складу 14 ОМБр, з серпня 2020 року — проходив військову службу за контрактом у складі 10 ОМБр. Був активним учасником Революції гідності. Брав участь у блокаді торгівлі з окупантами на Сході України. В цивільному житті був відмінний майстер ручної роботи меблів по дереву. Помер 06.03.2021 в м. Калуші під час відпустки, прямуючи додому.
 Луговський Олександр Вікторович, мешканець Волинської області. Учасник АТО. Проходив військову службу у складі 14 ОМБр. Воював на сході в зоні проведення АТО, але згодом — був звільнений у запас через інвалідність. Помер 11.03.2021 в результаті захворювання серця.
 Романюк Віктор, 1978 р. н., с. Береськ Волинська область. Учасник АТО. Помер 16.03.2021, як зазначили правоохоронці, тіло знайшли близькі біля помешкання, де він проживав. Слідів насильства не виявили, причини смерті встановить судово-медична експертиза.
 Куржос Анатолій, 39 років, мешканець м. Дніпро. Учасник АТО. Помер 18.03.2021 в Обласній клінічній лікарні ім. І. Мечникова в результаті травми, отриманої на роботі. Похований у м. Дніпрі на Іларіонівському кладовищі.
 Буздужа Ігор Володимирович, 07.09.1983, мешканець с. Василівка (Вигодянська сільська громада) Одеська область. Учасник АТО/ООС, колишній морський піхотинець. Загинув (дата смерті — потребує уточнення) при невстановлених обставинах у ході конфлікту поміж громадянами с. Василівці.
 Демід Олександр Михайлович («Міхалич»), («Магадан»), 15.01.1964, Магадан, РРФСР. Учасник АТО/ООС. У 1970-ті роки, з сім'єю переїхав до м. Черкаси. Строкову службу проходив в Афганістані (військовий спецназ ГРУ). Активний учасник Революції гідності, сотня Самооборони. З перших днів військових дій на Сході — у складі батальйону «Айдар» (рота Філіпа), пройшов найгарячіші бої 2014—2015 років, неодноразово був поранений. Після цього воював у складі 2-ї роти «Айдару» (рота Міхнюка). Надалі проходив військову службу у розвідці 79 ОДШБр. В січні 2021 року, в крайні дні перед ротацією, вибуховою хвилею був скинутий із броні БТРа, отримав сильний забій грудної клітини. В результаті проблем зі здоров'ям, був госпіталізований до обласної лікарні, потім — до Одеського військового госпіталя. Рішенням ВЛК отримав інвалідність, але не встиг оформити її через те, що по приїзду до Черкас, знову був госпіталізований до обласну лікарню, де вночі 20 березня, помер. Залишилися четверо онуків та донька.
 Ганенко Анатолій Олександрович («Маяк»), 18.10.1986, мешканець м. Канів Черкаська область. Учасник АТО/ООС у складі 95 ОДШБр, 137 ОБМП. Брав участь у Рейді 95-ї бригади. Зник 28.12.2020 року у с. Бобриця. Згідно повідомлення 20.03.2021 року, був знайдений мертвим (місце та обставини загибелі — не повідомляються).
 Якимчук Яків, с. Горбаків Рівненська область. Учасник АТО. Згідно повідомлення сільського голови, помер 27.03.2021 (місце та обставини смерті — не повідомляються). Похований 29.03.2021 в с. Горбаків.
 Мандич Олександр («Ташкент»), мешканець Київської області. Учасник АТО. Учасник Революції гідності. Вбитий невідомими, які викрали ветерана з дому, його тіло з ножовими пораненнями було знайдено 28.03.2021 в у лісі. Працівники поліції затримали двох підозрюваних у вбивстві ветерана АТО, які вже зізналися в скоєному злочині.
 Пальчук Ігор, мешканець с. Горішні Плавні Кременчуцький район Полтавська область. Учасник АТО. Помер (дата, місце та обставини смерті — не повідомляються). Похований на кладовищі в с. Піддубному.
 Коляденко Олександр, 25 років, мешканець м. Старокостянтинів Хмельницька область. Учасник АТО. В 2016—2017 роках майже 13 місяців був на передовій, спочатку — під Донецьким аеропортом у складі 128 ОГШБр, потім — під Попасною у складі 24 ОМБр кулеметником. Після звільнення зі ЗС України, повернувся до рідного Старокостянтинова та став приватним підприємцем. Був єдиним сином у сім'ї, його батько — кадровий військовий. 31.03.2021 року був знайдений мертвим у дворі багатоповерхівки по вулиці Миру в м. Старокостянтинові. Згідно з лікарським свідоцтвом про смерть, помер через раптову зупинку серця.

### Квітень
Латюк Андрій, 31 рік, с. Дібровинці Оратівський район Вінницька область. Учасник АТО. Закінчив Іллінецький радгосп-технікум за спеціальністю «лісове господарство». У 2015 році підписав контракт зі ЗС України і відбув у зону проведення АТО у складі 14 ОМБр. Був поранений, додому повернувся з осколками в тілі. Нещодавно створив сім'ю, 30.03.2021 — народився син. Помер (дата, місце та причина смерті — не повідомляються).
 Зібров Олег, 26 років, Гадяч Полтавська область. Учасник АТО. Після проходження строкової служби, в 2015—2016 роках відбув добровольцем у зону проведення АТО. Повернувшись з АТО, проживав із родиною в с. Байрак. Під час нещасного випадку отримав важкі тілесні опіки — до 70 %. За його життя боролися медики Роменської лікарні, але врятувати його життя не вдалося. Залишилася дружина та донька, віком 1,2 роки. Похований у Гадячі.
 Папунашвілі Георгій Георгійович («Гіві»), 13.05.1956, ГРСР. Мешкав у м. Хмельницькому. Учасник АТО. Активний учасник хмельницької самооборони під час Революції Гідності. У 2014 році добровольцем пішов воювати на Схід України, був найстаршим бійцем батальйону «Айдар». Воював у районі Трьохізбенки, Кримського, Щастя та Золотого-4. Мав ІІ групу інвалідності, двічі прооперований на серці. Помер 2 квітня в результаті наслідків захворювання на COVID-19. Похований 04.04.2021 року в м. Хмельницькому.
 Боринський Роман Ярославович, 1968 р. н., с. Бедриківці Чортківський район Тернопільська область. Учасник АТО. З початку бойових дій на Донбасі, двічі відбував добровольцем на війну. Брав безпосередню участь в АТО і захисті незалежності, суверенітету та територіальної цілісності України. Був нагороджений військовими відзнаками за зразкову службу. Згідно повідомлення Заліщицької міської ради, помер (дата, місце та причина смерті — не повідомляються).
 Мельник Руслан Михайлович, с. Млинок Вараський район Рівненська область. Учасник АТО. Помер в одній зі львівських лікарень від ускладнень коронавірусу COVID-19. Похований 08.04.2021 року в с. Млинок.
 Селін Євген Геннадійович («Начкар»), 15.10.1978, Нововолинськ Володимир-Волинський район Волинська область. Мешканець Турійського району Волинської області. Учасник АТО. Учасник Революції гідності. З початку травня 2014 року воював у складі батальйону «Айдар». 29.09.2014 року, за особисту мужність і героїзм, виявлені у захисті державного суверенітету та територіальної цілісності України, вірність військовій присязі під час російсько-української війни, був нагороджений орденом «За мужність» III ступеня. Помер 8 квітня у Києві в результаті важкої хвороби. Залишилися дружина та малолітній син.
 Грима Роман Євстахович, 20.07.1970, 50 років, мешканець м. Калуша Івано-Франківська область. Учасник АТО. Був призваний за мобілізацією в 2014 році та проходив службу в 44 ОАБр. Згідно повідомлення голови спілки АТО Калущини, помер 09.04.2021 (причина смерті — не повідомляється). Похований у Калуші.
 Черняк Артем («Ізя»). Учасник АТО. Старший солдат, проходив військову службу у складі 28 ОМБр. В боях за Мар'їнку — отримав поранення від ворожого снайпера. Помер 10 квітня в Одеському військовому госпіталі в результаті ішемічної хвороби серця.
 Бойко Євгеній, 11.04.1989, 32 роки, с. Созонівка Кропивницький район Кіровоградська область. Учасник АТО. Проходив військову службу за контрактом у 34 ОМПБ 57 ОМПБр. Загинув 11 квітня, близько 19:20 в ДТП, яке трапилося на проспекті Винниченка у м. Кропивницькому. Залишилися мати та донька.
 Василюк Віталій Васильович, с. Марківці Тисменицький район Івано-Франківська область. Учасник АТО. Проходив військову службу за контрактом у 24 ОМБр. Згідно повідомлення начальнику відділу у справах ветеранів Івано-Франківської ОДА, пройшовши війну, помер трагічно в мирному житті (дата, місце та причина смерті — не повідомляються). Похований у с. Марківцях.
 Діброва Валентин Валентинович, мешканець смт Чутове Полтавська область. Учасник АТО. Проходив службу в районі проведення АТО добровольцем, отримав поранення. Згодом, після поранення, став активним волонтером. Був справжнім патріотом, безмежно любив рідну землю. Згідно повідомлення редакції Чутівської газети «Сільські новини», передчасно помер (дата, місце та причина смерті — не повідомляються). Похований 16.04.2021 в смт Чутовому.
 Кравчук Юрій Павлович, мешканець с. Гвізд Надвірнянський район Івано-Франківська область. Учасник АТО. Помер (дата, місце та причина смерті — не повідомляються). Похований 18.04.2021 в с. Гвізд.
 Воронько Анатолій Андрійович, 64 роки, мешканець м. Кременчук Полтавська область. Учасник АТО. До ЗС України був призваний за мобілізацією 28.01.2015 року. Помер 17 квітня (місце та причина смерті — не повідомляються). Похований 19.04.2021 на Алеї пам'яті Свіштовського кладовища у м. Кременчуці.
 Гарькавий Едуард Анатолійович, 03.10.1982, 38 років, с. Нехвороща Полтавська область. Учасник АТО. Із жовтня 2000 року проходив військову службу у ЗС України. Повернувшись додому, працював у товаристві «Чиста криниця». У період з квітня 2014 по 2015 рік — брав участь в антитерористичній операції на території Донецької та Луганської областей. Раптово помер (дата, місце та причина смерті — не повідомляються). Залишилися дружина та двоє дітей.
 Мазурок Олександр, 36 років, с. Світязь Шацький район Волинська область. Учасник АТО. Був призваний до ЗС України за черговою хвилею мобілізації у 2015 році. Передчасно помер (дата, місце та причина смерті — не повідомляються).
 Курятник Юрій Петрович, 25.12.1992, 29 років, мешканець м. Кременчук Полтавська область. Учасник АТО. До ЗС України був призваний за мобілізацією 12.02.2015 року. Помер 22 квітня (місце та причина смерті — не повідомляються). Поховання 24.04.2021 на Алеї пам'яті Свіштовського кладовища у м. Кременчуці.
 Ховдун Олег Васильович, 53 роки, мешканець м. Кременчук Полтавська область. Учасник АТО. До ЗС України був призваний за мобілізацією 04.03.2015 року. Помер 27 квітня (місце та причина смерті — не повідомляються). Похований на Алеї пам'яті Свіштовського кладовища у м. Кременчуці.

### Травень
Шумський Олександр Олексійович, 49 років, мешканець м. Кременчук Полтавська область. Учасник АТО. До ЗС України був призваний за частковою мобілізацією 29.07.2015 року. Військову службу проходив у 44 ОАБр. Залишились батьки та двоє дорослих доньок. Помер 3 травня під час відпустки (місце та причина смерті — не повідомляються). Похований на кладовищі в с. Успенка Кіровоградської області.
 Манджосов Тимур Леонідович («Балу»), 09.11.1974, Черкаси. Учасник АТО/ООС. Активний учасник Революції гідності, сотня Черкаської Самооборони. На війну пішов добровольцем у 2014 році, головний сержант штурмової роти 24 окремого штурмового батальйону «Айдар». Помер 4 травня в лікарні м. Львову в результаті ускладнень від COVID-19. Залишилися син та маленька донька.
 Підлубний Іван (Друг «Німець»), мешканець м. Стрий Львівська область. Учасник російсько-української війни, доброволець 2-ї резервної сотні ДУК ПС, в 2014—2015 роках воював у складі 8-го ОБ «Аратта» ДУК ПС. Помер 6 травня після тривалої хвороби.
 Губенко Віктор Миколайович, 27.09.1976, с. Хороше Озеро Борзнянський район Чернігівська область. Учасник АТО. З початку війни на Сході, проходив військову службу у складі військової частини В0934, був демобілізований у 2016 році. Тривалий час боровся з тяжкою хворобою, але не зміг її подолати. Згідно повідомлення Борзнянської територіальної громади Чернігівської області, помер 6 травня.
 Шевченко Олександр. Учасник російсько-української війни з 2014 року, доброволець 11-го запасного батальйону ДУК ПС, інструктор із ножового бою 3-ї роти спецпідготовки «Марусині ведмеді» 199 НЦ ЗС України. Помер 7 травня в результаті тривалої хвороби на COVID-19.
 Котик Володимир Григорович, 44 роки, с. Задубрівка Чернівецька область. Учасник АТО. Помер 7 травня в результаті зупинки серця. Залишилися син, мати і брат. Похований у с. Задубрівці.
 Шургалюк Петро Васильович («Чуб»), 08.01.1967, с. Нижній Вербіж Коломийський район Івано-Франківська область. Учасник АТО. Старший солдат, військову службу проходив у складі 56 ОМПБр та 10 ОГШБр. Помер 11 травня після тривалої хвороби. Похований у Нижньому Вербіжі.
 Гавор Микола, с. Копачівка Луцький район Волинська область. Учасник АТО. Був призваний до ЗС України за мобілізацією та проходив військову службу у 2014—2015 роках. Помер 12 травня в результаті серйозної хвороби.
 Рибачук Юрій Вікторович, 17.10.1981, мешканець смт Маневичі Волинська область. Учасник АТО. Помер 14 травня під час довгострокового стаціонарного лікування закритої черепно-мозкової травми у Волинській обласній клінічній лікарні.
 Суліковський Сергій, 1991 р. н., с. Старики Волинська область, мешканець м. Берестечко. Учасник АТО. Залишилися дружина. Згідно повідомлення волинських місцевих ЗМІ, колишній військовослужбовець 15 травня покінчив життя самогубством.
 Сергієнко Олег, мешканець м. Нікополя Дніпропетровська область. Учасник АТО. Майор, військовослужбовець Збройних Сил України. Помер 15 травня під час лікування у Харківському військовому госпіталі.
 Котков Олексій, 1982 р. н., мешканець с. Жоравка Яготинська ОТГ Київська область. Учасник АТО. Загинув 17 травня в результаті підриву на гранаті за місцем мешкання.
 Герць Іван, с. Любешівська Воля Волинська область. Учасник АТО. Згідно повідомлення Любешівської селищної ради та громади, колишній військовослужбовець помер 18 травня (місце та причина смерті — не повідомляються).
 Кузьменко Олександр Васильович, 45 років, мешканець м. Кременчук Полтавська область. Учасник АТО. До ЗС України був призваний за частковою мобілізацією 1 серпня 2014 року. Помер 27 травня (причина смерті — не повідомляється). Залишились мати, дружина та син. Похований на Свіштовському кладовищі у м. Кременчуці.
 Новак Сергій Володимирович («Карбюратор»), 37 років, с. Пильгани Мар'янівська територіальна громада Волинська область. Учасник АТО. До ЗС України був призваний за частковою мобілізацією 27 травня 2014 року, протягом 100 діб воював поблизу міст Дебальцеве та Горлівка у складі 1-й БТрО «Волинь». Помер 28 травня, о 07:00 (місце та причина смерті — не повідомляються). Залишилася мати. Похований у с. Пильгани.
 Пиріг Василь Васильович, 1980 р. н., мешканець смт Гніздичів Стрийський район Львівська область. Учасник АТО. Отримав освіту в Жидачівському професійному ліцеї, навчання в якому закінчив у 1998 році. Похований у смт. Гніздичів (місце та причина смерті — не повідомляються).
 Малоголовець Олексій, 1975 р. н., с. Вітоніж Доросинівської громади Волинська область. Учасник АТО. Захищав країну у 2014 році поблизу м. Лисичанська. Згідно повідомлення волинських ЗМІ, колишній військовослужбовець вчинив самогубство декілька днів тому, але його тіло було виявлено — 29 травня. Похований у с. Вітоніж.
 Волочій Віктор, Івано-Франківська область. Учасник АТО. Згідно повідомлення, помер 29 травня в Івано-Франківській обласній клінічній лікарні (причина смерті — не повідомляється).
 Омельчук Андрій Ростиславович («Сотник»), 16.01.1966, Луцьк Волинська область. Учасник АТО. Навчався у Львівському пожежно-технічному училищі, вищу освіту за фахом «правознавство» здобув у МАУП. Активний учасник Помаранчевої революції. З 2006 року — займався адвокатською діяльністю. В ході Революції Гідності був сотником 37-ї сотні Самооборони Майдану, був одним із керівників Самооборони Волині. З травня 2014 року — проходив службу добровольцем на посаді заступника командира роти «Захід» 24 ОШБ «Айдар». Учасник боїв поблизу населених пунктів Металіст, Стукалова Балка, Вергунка, Красний Яр, Щастя. Був двічі важко поранений, мав статус інваліда війни. У 2014 році балотувався в народні депутати України, але згодом зняв свою кандидатуру. Був представником Державної служби у справах ветеранів війни та учасників АТО, надалі — представником Міністерства у справах ветеранів у Волинській області. Помер 31 травня в м. Луцьку (причина смерті — не повідомляється).

### Червень
Кубишкін Роман Олександрович («Санич»), 29.06.1974, Дубно Рівненська область. З дружиною та сином, 2004 р. н. мешкав у Сумській області. Учасник АТО. Доброволець «Правого сектора». Артилерист, воював на Донбасі та отримав важке поранення взимку 2015 року у селищі Піски. Під час артобстрілу у нього знесло частину черепу коли у бліндаж потрапили два снаряди, тоді загинули двоє військовослужбовців, п'ятеро отримали поранення. Романа спочатку вважали загиблим, оскільки замість голови у нього було криваве місиво. Помер ввечері 2 червня в результаті довготривалої боротьби за життя внаслідок отримання поранення несумісного з життям. Залишилися мати, дружина та син. Похований у м. Дубно.
 Педько Олег Олександрович, 29 років, Заліщики Тернопільська область. Учасник АТО. До ЗС України був призваний за частковою мобілізацією в 2014 році, був командиром відділення БМП-2. Згідно повідомлення, трагічно загинув у Польщі (причина смерті — не повідомляється).
 Григораш Юрій, Надвірна Івано-Франківська область. Учасник АТО. З 2015 року брав активну участь у бойових діях на сході України. Згідно повідомлення Надвірнянської міської ради, передчасно помер (причина смерті — не повідомляється), похований 06.06.2021 року.
 Душко Сергій, 26.08.1966, Волинська область. Учасник АТО. Згідно повідомлення волонтерського центру «Серце патріота», помер 6 червня у м. Ковелі (причина смерті — не повідомляється). Залишилася дружина.
 Косюр Андрій Валентинович, 04.12.1986, Луцьк Волинська область. Учасник АТО. До ЗС України був призваний за частковою мобілізацією в 2014 році, проходив службу у складі 51 ОМБр. Помер вночі 7 червня в результаті захворювання, мав великі проблеми з організмом у фазі сну.
 Шустров Руслан, мешканець с. Розаліївка Білоцерківський район Київська область. Учасник ООС. Проходив військову службу у складі 14 ОМБр. Восени 2020 року отримав важкі поранення і перебував на лікуванні в Ірпінському госпіталі та на початку весни 2021 року був відпущений додому для паліативного догляду. З багатодітної родини. Помер 10 червня, похований 11.06.2021 року в с. Розаліївці.
 Медінцев Іван, мешканець м. Ковель Волинська область. Учасник АТО. До ЗС України був призваний за частковою мобілізацією в 2014 році. Помер 10 червня в результаті важкої хвороби.
 Фролов Юрій, мешканець м. Каховка Херсонська область. Учасник АТО. Згідно повідомлення Каховської міської територіальної громади, помер 8 червня (місце та причина смерті — не повідомляються), похований 09.06.2021 року на міському кладовищі м. Каховки.
 Дідух Василь Васильович, 43 роки, с. Комарів Івано-Франківська область. Учасник АТО. У 2015—2016 роках у складі військової частини В4680 ЗС України під час АТО, на передових позиціях захищав територію нашої країни. Передчасно помер 12 червня (причина смерті — не повідомляються), похований у с. Комарів. Залишилися дружина та мати.
 Савчук Богдан, мешканець с. Березівка Тисменицький район Івано-Франківська область. Учасник АТО. Військову службу в ЗС України проходив у складі 80 ОДШБр. Про смерть учасника АТО повідомив Відділ у справах ветеранів України в Івано-Франківській області (місце та причина смерті — не повідомляються), похований 14.06.2021 року в с. Березівці.
 Чорний Юрій Ігорович, Новояричівський район Львівська область. Учасник АТО. Старший лейтенант, на військовій службі в ЗС України — з 2015 року, командир взводу 47 окремої роти РХБз 704 ОПРХБз. Був нагороджений почесним знаком «Маріуполь. Відстояли. Перемогли». Згідно повідомлення Новояричівської селищної ради, помер 14 червня після тривалої боротьби з важкими травмами, отриманими внаслідок ДТП.
 Гуменюк Василь, с. Михайлівка Вінницька область. Учасник АТО. Військову службу проходив у складі Батальйону оперативного призначення імені генерал-майора Сергія Кульчицького. На фронт відбув добровольцем фактично з Майдану Революція гідності. За плечима бої за Карачун, Комісарівку, Дебальцеве та інших населених пунктів. 05.01.2015 року, близько 19:00, під час здійснення ротації в зоні АТО на трасі Київ — Довжанський поблизу міста Артемівськ (Донецька область) через погані погодні умови відбулося зіткнення військових автомобілів КРаЗ та автобусу «Богдан», в результаті якого 13 військовослужбовців загинули та ще 17 були травмовані (серед яких був і Василь). Травми отримані в ДТП були дуже важкими та складними, тому військовослужбовець пройшов довгий шлях з операціями та відновленням, але помер. Похований 16.06.2021 року в с. Михайлівці.
 Шквира Олександр Олександрович, 31.01.1967, с. Летичівка Черкаська область. Учасник АТО. Після закінчення навчання у середній школі, здобув професію електрогазозварника в Монастирищенському ПТУ № 25. Після проходження строкової військової служби у 1988 року, вдруге у грудні 2014 року уклав контракт про проходження військової служби. У листопаді 2017 року був звільнений із військової служби у запас. Передчасно помер (місце та причина смерті — не повідомляються).
 Супрун Анатолій, 37 років, с. Рівнинне Калинівський район Вінницька область. Учасник АТО. Впродовж 2015—2016 років виконував завдання у зоні проведення АТО у складі 57 ОМПБр. Передчасно помер (причина смерті — не повідомляються), похований у с. Рівнинне.
 Калашніков Сергій Іванович, 59 років, мешканець м. Кривий Ріг Дніпропетровська область. Учасник АТО. Полковник у відставці, в період з 2012 по 2016 рік обіймав посаду військового комісара Дніпропетровського обласного військового комісаріату. Під його особистим керівництвом, з початком російської агресії відбулось шість черг мобілізації, сам у 2014 році брав участь в АТО на території Донецької та Луганської областей. Надалі, з 2016 по 2019 роки, призначався на керівні посади в управлінні ОК «Схід» Сухопутних Військ ЗС України. Нагороджений відомчими та державними нагородами. Помер 16 червня (місце та причина смерті — не повідомляються), похований 18.06.2021 року на Алеї Слави Центрального кладовища м. Кривого Рогу.
 Борисевич Сергій Леонідович, 47 років, мешканець с. Білогородка Бучанський район Київська область. Учасник АТО. Загинув 21 червня в результаті жорстокого вбивства та підпалу багатоквартирного будинку, яке зловмисник організував, щоб замести сліди своїх злочинних діянь. Залишилися дружина.
 Литвиненко Віталій, 1971 р.  н., 50 років, мешканець м. Вільногірськ Дніпропетровська область. Учасник АТО. Помер 23 червня (місце та причина смерті — не повідомляються), похований 24.06.2021 року у Вільногірську.
 Ткачук В'ячеслав Іванович, мешканець м. Вінниця. Учасник АТО. Старший сержант, військову службу проходив у 131 ОРБ, обороняв 32 блокпост. В результаті підбиття ПТКР його БТР «Красавчик» на 37 блокпосту поблизу Кримського, був поранений. Після демобілізації працював будівельником, будував дорогі каміни і печі. Помер уві сні 25 червня внаслідок тромбозу, похований 26.06.2021.
 Кацан Петро, 22.01.1972. Учасник АТО. З початку 90-х років поринув у вир національної боротьби, був засновником Червоноградського осередку СНПУ, членом Партійного суду ВО «Свобода». У 2012—2013 роках допомагав становленню Запорізької, Дніпропетровської організацій ВО «Свобода». Був членом «Легіону Свободи». Мав дві вищі освіти. Працював юристом на різних підприємствах, начальником відділу спорту міської ради, помічником народного депутата України Ігоря Янківа. Працюючи у Верховній Раді України, долучився до створення декількох важливих законопроєктів. Був дуже перспективним спортсменом, свого часу — чемпіоном України серед кадетів із шахів. У 2015 році пішов добровольцем на війну, мав офіцерське звання. Військову службу проходив у 24 ОМБр. Двічі продовжував контракт зі ЗС України і повертався на передову, де боронив незалежність України від московської навали поблизу населених пунктів Кримське, Новотошківське, на Світлодарській дузі. Залишилося двоє дітей. Загинув 26 червня (місце та причина смерті — не повідомляються).
 Федорченко Віталій Анатолійович, 44 роки, мешканець м. Кременчук Полтавська область. Учасник АТО. До ЗС України був призваний за частковою мобілізацією 03.04.2015. Помер 30 червня (місце та причина смерті — не повідомляються), похований 02.07.2021 року.